# 新西兰的猕猴桃产业

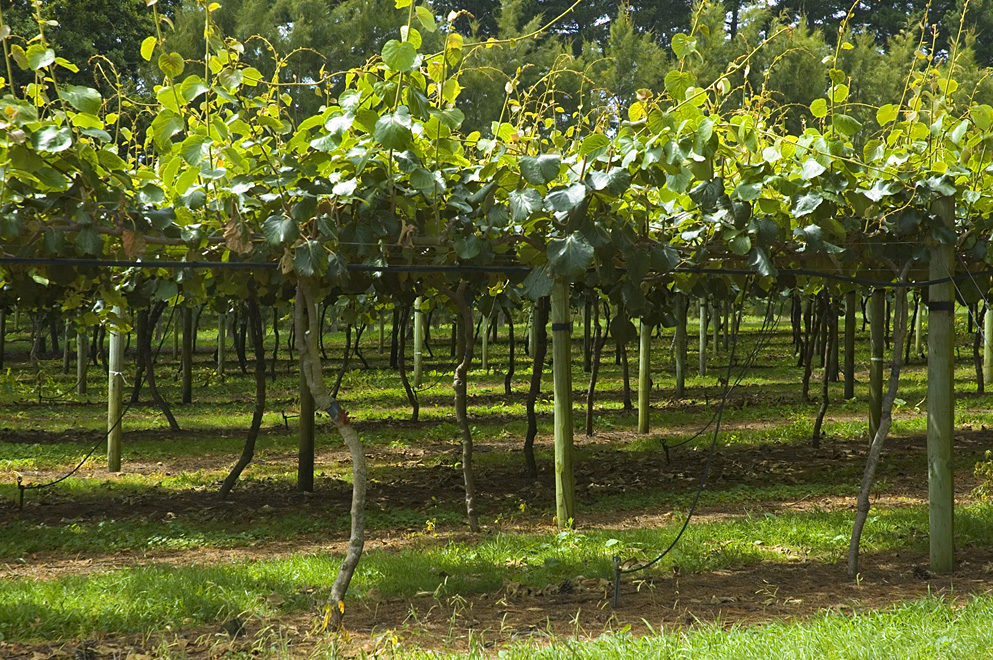
新西兰北岛的猕猴桃果园

猕猴桃是新西兰主要的农业出口产品，它为该国的经济带来了可观的收入。在历史上，新西兰开发了第一个具有商业价值的猕猴桃品种；而在当前新西兰也是世界第三大猕猴桃生产国，仅次于中国和意大利；并且在全世界占有约30%的市场份额。在2008-2009季度，新西兰猕猴桃的出口产值为14.5亿新西兰元。